# Aliança Europeia dos Povos e das Nações
A Aliança Europeia dos Povos e das Nações (AEPN) (em inglês: European Alliance of People and Nations, EAPN) é uma coligação de diversos partidos populistas europeus de direita e extrema-direita que concorre às eleições europeias de 2019, e subsequentemente formar um grupo parlamentar no Parlamento Europeu.

## História
A AEPN pretende procura "ir além" do atual grupo parlamentar da Europa das Nações e das Liberdades. De acordo com Marine Le Pen, líder de Rassemblement National, os membros da ENL "encarregaram Matteo Salvini [...] em tentar construir um grande grupo pela Defesa das Nações Europeias" no parlamento europeu e "quer ir além e conseguir que este grupo seja o maior e mais forte possível". Para conseguir isto, a AEPN tem tentado recrutar nos diversos grupos parlamentares europeus, com especial destaque na Aliança dos Reformistas e Conservadores e na Europa da Liberdade e da Democracia Direta.
A AEPN foi anunciada a 8 de abril de 2019 por Matteo Salvini, líder da Liga Norte de Itália, numa conferência em Milão e tendo a seu lado representantes da Alternativa para a Alemanha, Partido Popular Dinamarquês e do Partido dos Finlandeses. Após a conferência, Rassemblement National, Vlaams Belang e Partido da Liberdade da Áustria, três membros da ENL, anunciaram a sua adesão à nova aliança. Nós Somos Família da Eslováquia, o Partido Nacional Esloveno e o Partido Popular Conservador da Estônia também afirmaram a sua intenção em se juntarem à AEPN, embora não tenham deputados europeus neste momento.
Depois de uma conferência conjunto em Praga, o Partido pela Liberdade dos Países Baixos e a Liberdade e Democracia Direta da República Checa irão provavelmente juntar-se à aliança. Por fim, após declarações de apoio de Salvini, especula-se o partido espanhol Vox irá juntar-se à aliança.
Outro possível membro da AEPN poderá ser Fidesz - União Cívica Húngara de Viktor Orbán, cujo partido foi suspenso do Partido Popular Europeu pela sua linha nacionalista, anti-imigração e eurocética. Orbán e Salvini têm tido relações bastantes cordais e crescem os rumores de que se poderá juntar à aliança após as europeias.
Em 19 de junho de 2019, foi anunciado a formação do grupo parlamentar no Parlamento Europeu, Identidade e Democracia, como sucessor do grupo da Europa das Nações e das Liberdades.

## Membros
| País          | Partidos                               | DE      | DN        | Status            |
| ------------- | -------------------------------------- | ------- | --------- | ----------------- |
| Alemanha      | Alternativa para a Alemanha            | 11 / 96 | 91 / 709  | Oposição          |
| Áustria       | Partido da Liberdade da Áustria        | 3 / 18  | 51 / 183  | Governo           |
| Bélgica       | Vlaams Belang                          | 3 / 21  | 3 / 150   | Oposição          |
| Bulgária      | Volya                                  | 0 / 17  | 12 / 240  | Apoio parlamentar |
| Dinamarca     | Partido Popular Dinamarquês            | 1 / 13  | 37 / 179  | Apoio parlamentar |
| Eslováquia    | Nós Somos Família                      | 0 / 14  | 11 / 150  | Oposição          |
| Eslovênia     | Partido Nacional Esloveno              | 0 / 7   | 4 / 90    | Oposição          |
| Estónia       | Partido Popular Conservador da Estônia | 1 / 6   | 19 / 101  | Governo           |
| Finlândia     | Partido dos Finlandeses                | 2 / 13  | 39 / 200  | Oposição          |
| França        | Rassemblement National                 | 22 / 74 | 6 / 577   | Oposição          |
| Itália        | Liga Norte                             | 28 / 73 | 123 / 630 | Governo           |
| Países Baixos | Partido pela Liberdade                 | 0 / 26  | 20 / 150  | Oposição          |
| Portugal      | Ergue-te                               | 0 / 21  | 0 / 230   | Extra-parlamentar |
| Chéquia       | Liberdade e Democracia Direta          | 2 / 21  | 19 / 200  | Oposição          |